# Румболовско-Кяселевская возвышенность

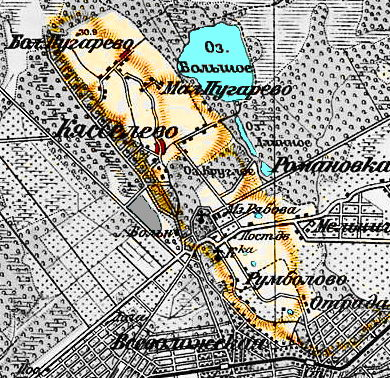
Фрагмент карты окрестностей Петрограда, включающий Румболовско-Кяселевскую возвышенность. 1917 г.

Ру́мболовско-Кя́селевская возвы́шенность (Румболовские высоты) — островная холмисто-камовая возвышенность в южной части Всеволожского района Ленинградской области.

## География
Расположена в Приневской низменности, имеет вид острова, вытянутого с северо-запада на юго-восток. Протяжённость — 6,6 км, от урочища Большое Пугарево, расположенного на Ржевском полигоне, до станции Мельничный Ручей в городе Всеволожске, 1,5 км в поперечнике. С запада на восток возвышенность пересекает Дорога жизни, вдоль западного склона проходит Колтушское шоссе.

## Геология
Возвышенность сложена песками, валунными супесями и суглинками. Максимальная высота камовых холмов достигает 68 метров. От окружающих низин камовое плато отделено абразионным уступом. В котловинах возвышенности есть несколько небольших бессточных озёр и прудов, наиболее крупное из которых — Торфянка. С запада, севера и северо-востока к возвышенности примыкает болотистое подножие, мелиорированное на западе.

## Гидрология
С юга возвышенность ограничивает и отделяет от Колтушской возвышенности бассейн реки Лубьи.

С востока к возвышенности примыкают Мельничный ручей, группа сточных озёр — Бездонное (Круглое), Длинное, Круглое (Большое) — и безымянное болото, являющееся истоком Мельничного ручья — притока Лубьи. В конце XIX века Круглое (Большое) озеро и Мельничный ручей были соединены траншеей, поэтому в половодье озеро становится искусственным истоком Мельничного ручья.

С севера к возвышенности примыкают болота Ржевского полигона.

С запада — дно бывшего искусственного озера Васильевского и мелиорированные земли бывших сельхозугодий.

## Экология
Решением сессии Всеволожского городского Совета народных депутатов от 8 апреля 1993 года были утверждены список и схема размещения ценных природных объектов, подлежащих охране на территории района. В списке природных объектов, требующих особой охраны, находится в том числе геологический памятник — разрез позднеледниковых отложений в карьере «Пугарево» площадью 25 га. Охране подлежат стенки в северо-восточной отработанной части карьера, а также камовый рельеф Румболовско-Кяселевской возвышенности в пределах Озёрного лесопарка.
Разрез позднеледниковых отложений на Румболовских высотах занесён в перечень геологических объектов Ленинградской области, подлежащих изучению и признанных специалистами памятниками природы.

## Экономика
На северной части возвышенности хозяйственной деятельности не ведётся, так как в 1942 году её территория отошла Ржевскому полигону и на ней развёрнута корабельная артиллерийская батарея.

Немного южнее, на границе полигона и города Всеволожска в районе бывшей деревни Пугарево, ведётся активная добыча песка, которая привела к появлению на месте камовых холмов песчаного карьера глубиной более 30 метров.

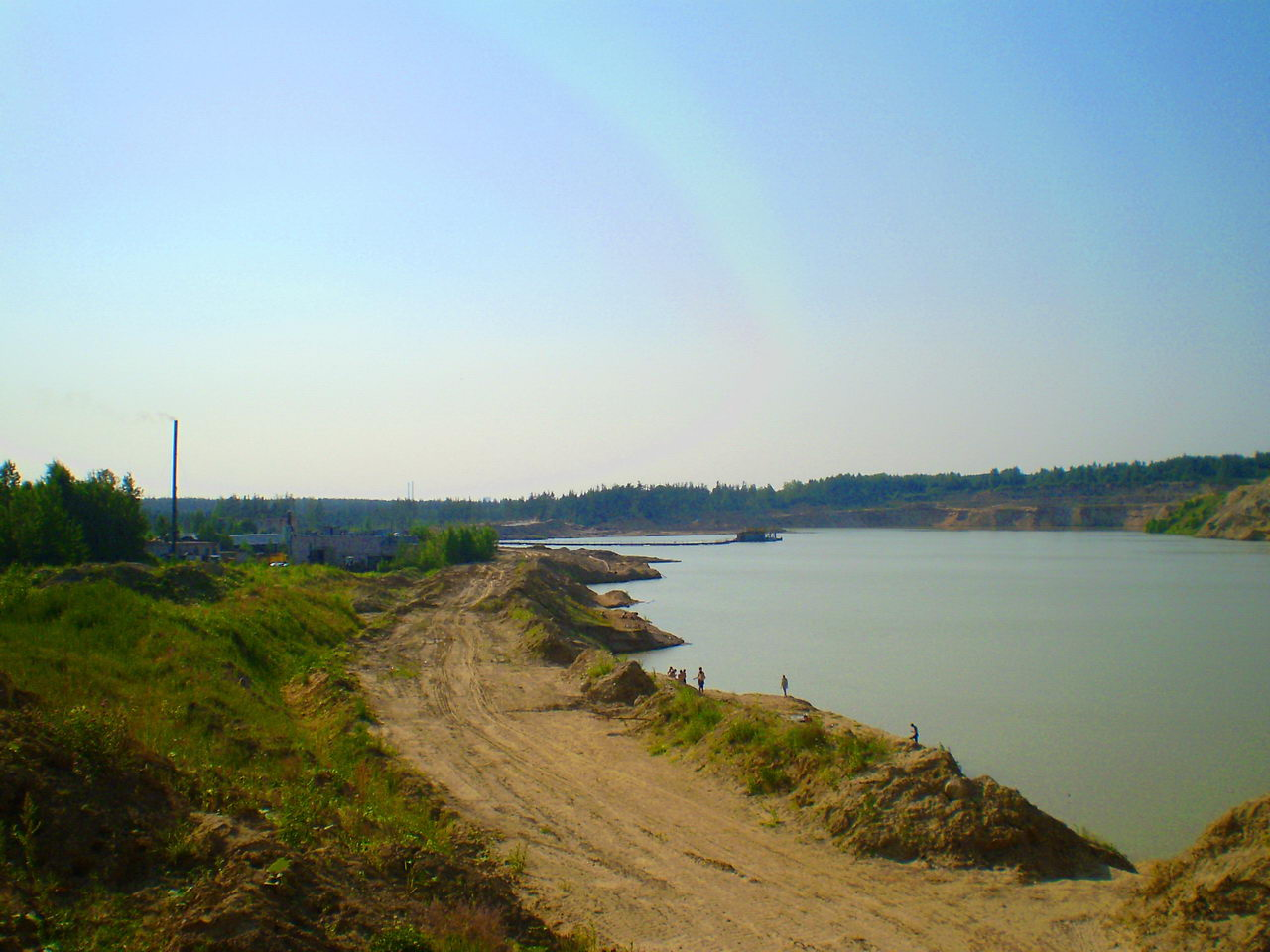
Карьер «Пугарево»
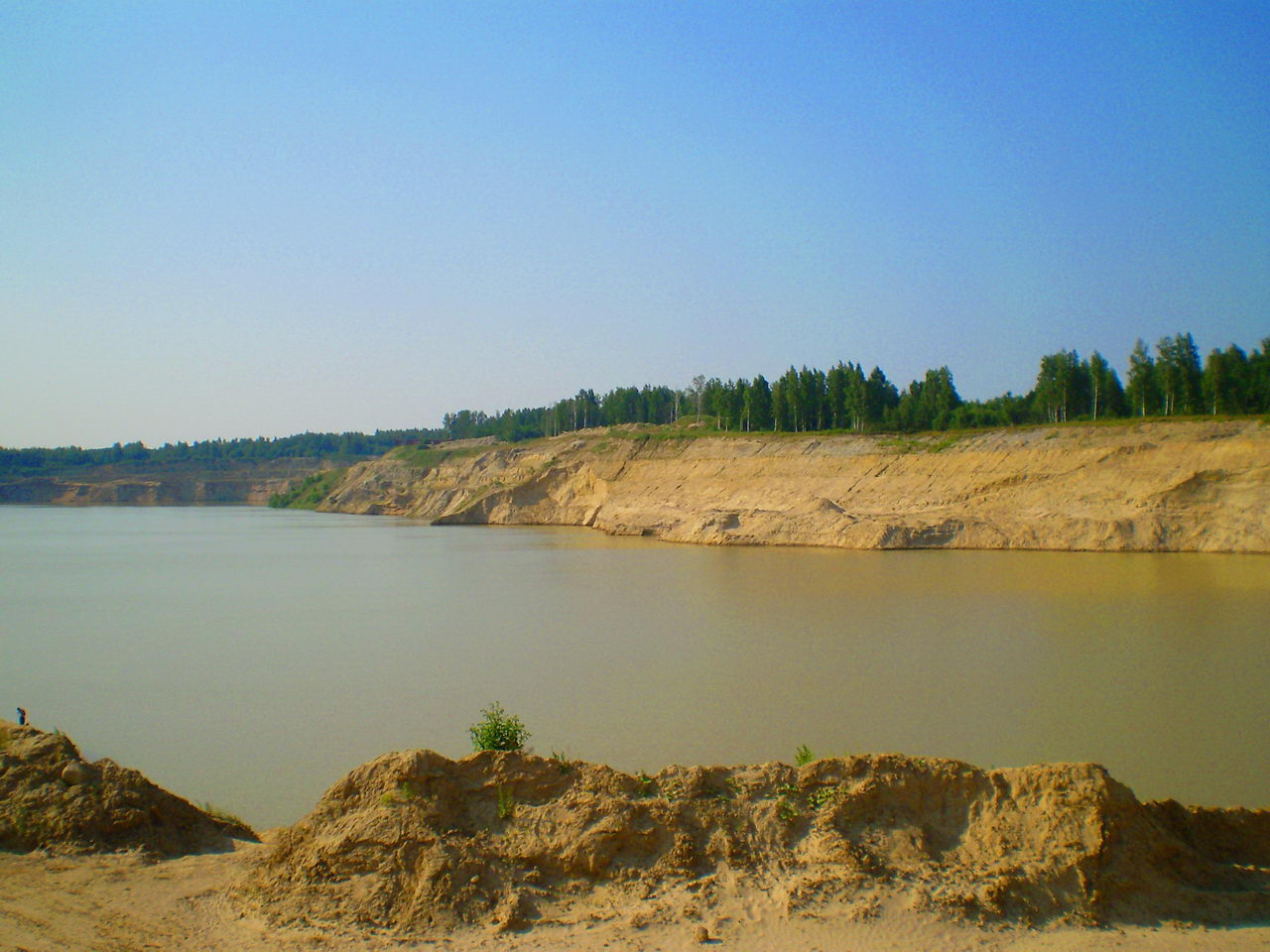
На краю обрыва остатки хозпостроек д. Пугарево
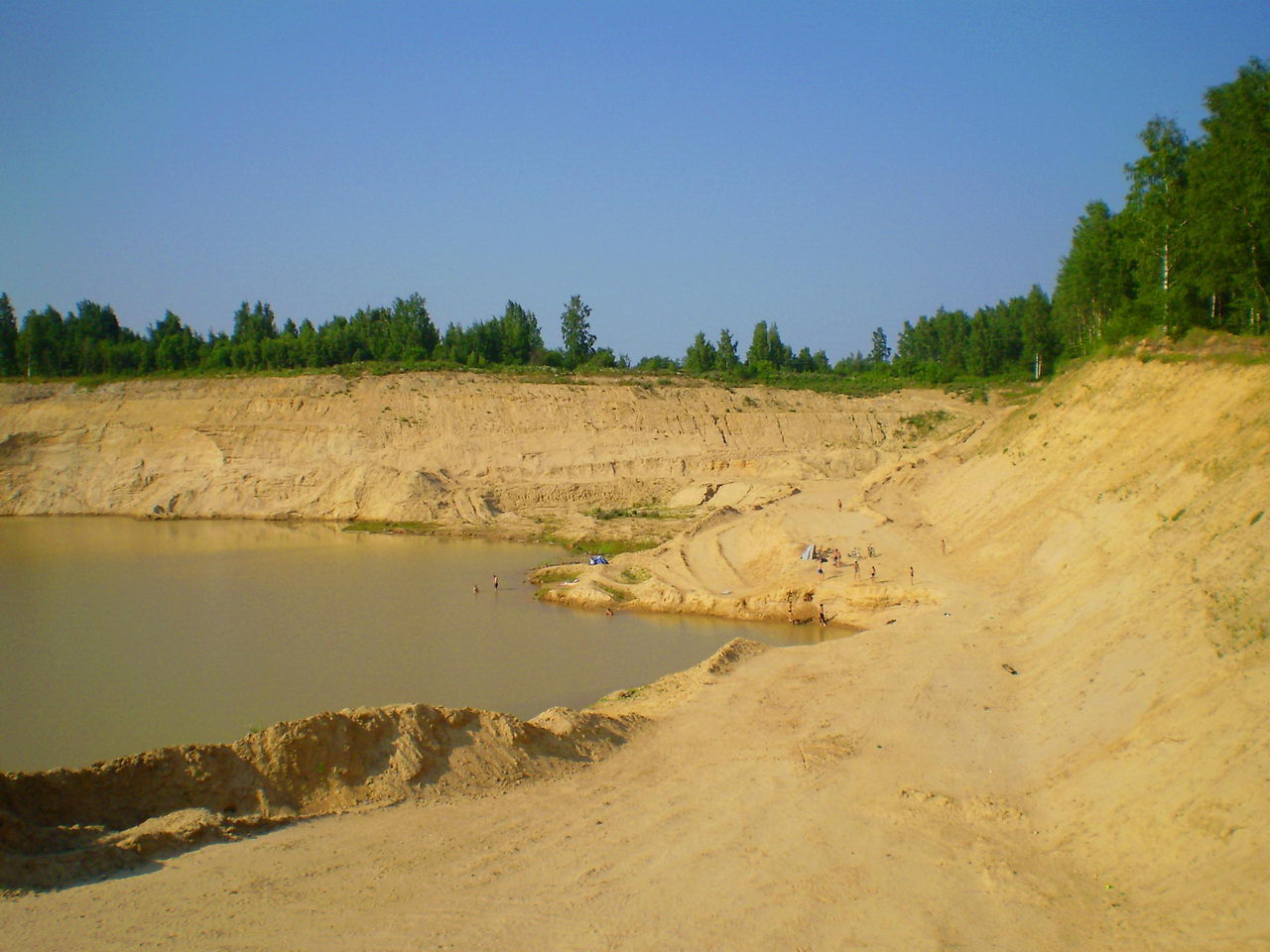
2011 год

Далее на юг на возвышенности располагается город Всеволожск. В микрорайоне Кяселево находится зона массовой коттеджной застройки. Здесь ведётся продажа земли под индивидуальное жилищное строительство, сопровождаемая вырубкой леса и засыпкой водоёмов.

В центре возвышенности расположен микрорайон Сельхозтехникум, где находятся: Всеволожский агропромышленный техникум, ряд транспортных и муниципальных предприятий.

На южной части возвышенности расположены микрорайоны Румболово и Отрада, где ведётся активное индивидуальное жилищное строительство.

## Население
Всего на возвышенности до объединения с городом Всеволожском располагались 6 деревень: Большое и Малое Пугарево (первое упоминание в 1720 году — включение в черту Всеволожска в 1995 году), Кяселево (1720—1995), Рябово (1727—1963), Румболово (1720—1963) и Отрада (1787—1963), все они до 1942 года — места компактного проживания ингерманландских финнов.

## Спорт
До начала 1990-х годов Румболовско-Кяселевская возвышенность была центром развития лыжного спорта.

Здесь находилась лыжная спортивная школа ДСО «Урожай», спортивная школа ДСО «Локомотив» по лыжным гонкам, двоеборью, прыжкам с трамплина и слалому, здесь в деревне Пугарево родился Владимир Павлович Белоусов — первый и единственный в истории СССР и России олимпийский чемпион по прыжкам на лыжах с трамплина. Эту награду он получил в 1968 году на Олимпийских играх в Гренобле. Трамплин, на котором он начал заниматься спортом, находится в Румболово, некоторое время на этом трамплине проводились всероссийские соревнования молодых прыгунов с трамплина на кубок Владимира Белоусова. 

Через возвышенность проходит трасса ежегодного международного зимнего марафона «Дорога жизни».

## Памятники
Во Всеволожске, в месте пересечения Румболовско-Кяселевской возвышенности Дорогой жизни, расположены:
- «Красный замок». Газогенераторная станция Всеволожских — руинированная постройка в пределах бывшей усадьбы Рябово, памятник промышленной архитектуры начала XIX века
- Храм Спаса Нерукотворного Образа на Дороге жизни — бывшая фамильная усыпальница дворянского рода Всеволожских (1901 г.)
- Мемориал Румболовская гора, входящий в состав Зелёного пояса Славы. Памятник выполнен в виде металлических листьев дуба и лавра, которые символизируют жизнь и славу, а жёлудь перед ними — новую жизнь[9]
- Памятник героям Великой Отечественной войны — стела «Никто не забыт, Ничто не забыто»
- Памятник воинам-интернационалистам
- Памятник воинам, погибшим в Чечне
- Памятник ликвидаторам аварии на ЧАЭС
- Крест-кенотаф на месте вторичного захоронения основателей города Всеволожска — П. А. и Е. В. Всеволожских
- Памятник «полуторке»

## Парки
- В центральной части возвышенности расположен, основанный в 1820-х годах, Румболовский парк.
- В декабре 2020 года на западном склоне Румболовско-Кяселевской возвышенности было открыто общественное пространство «Парк Песчанка».

## Фото

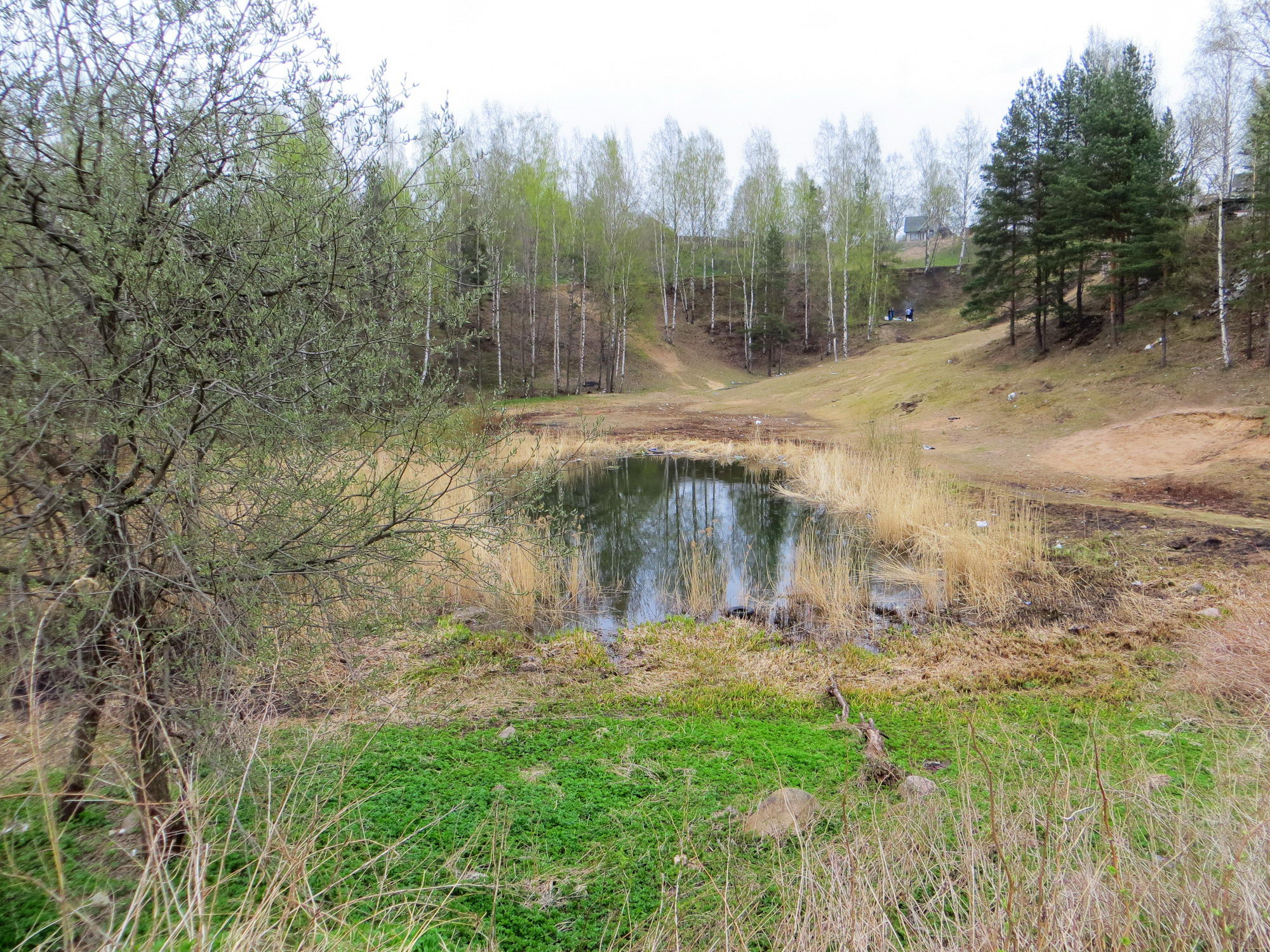
Бессточное озеро Песчанка. 2013 год
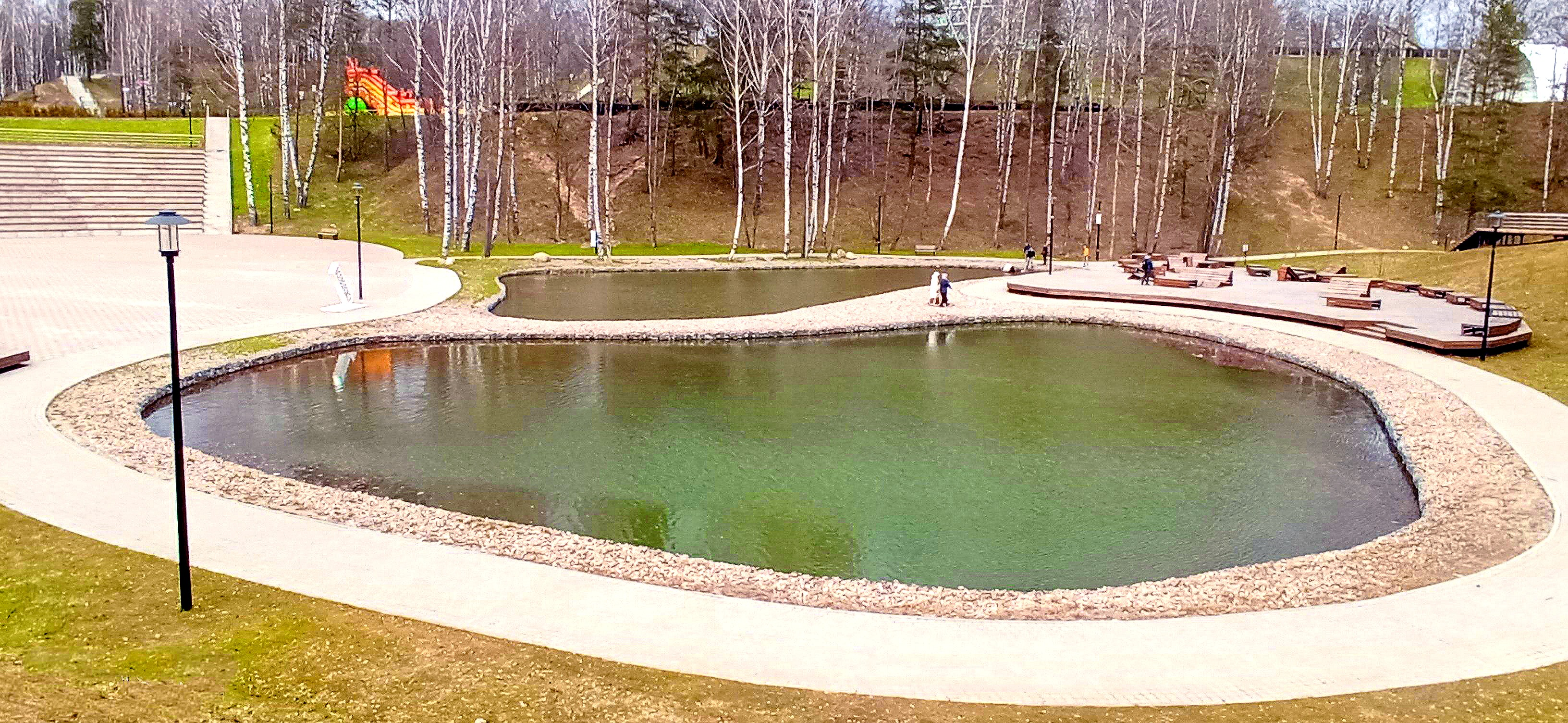
Бессточное озеро Песчанка. 2022 год
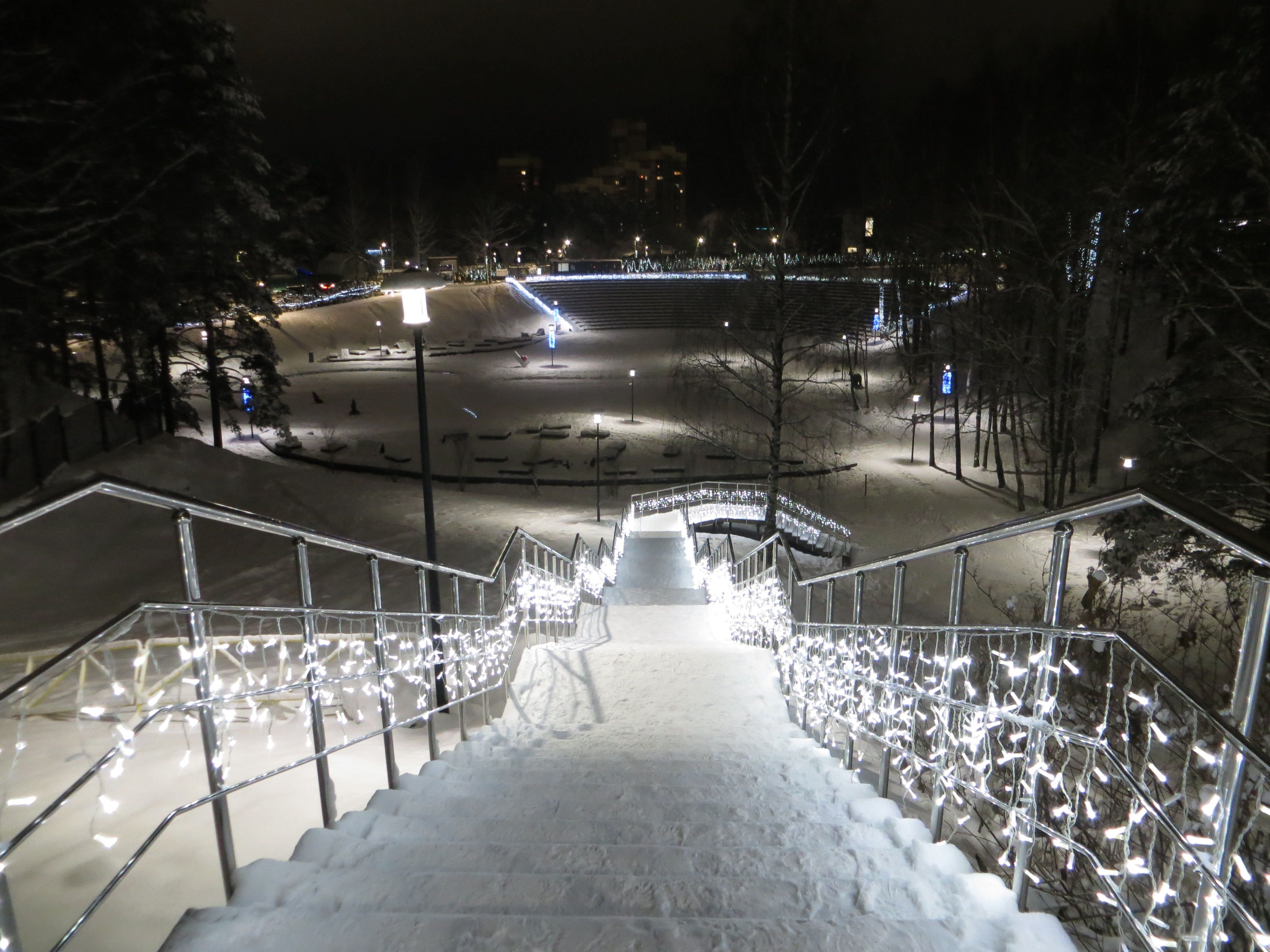
Бессточное озеро Песчанка. 2025 год